# Alli Paasikivi

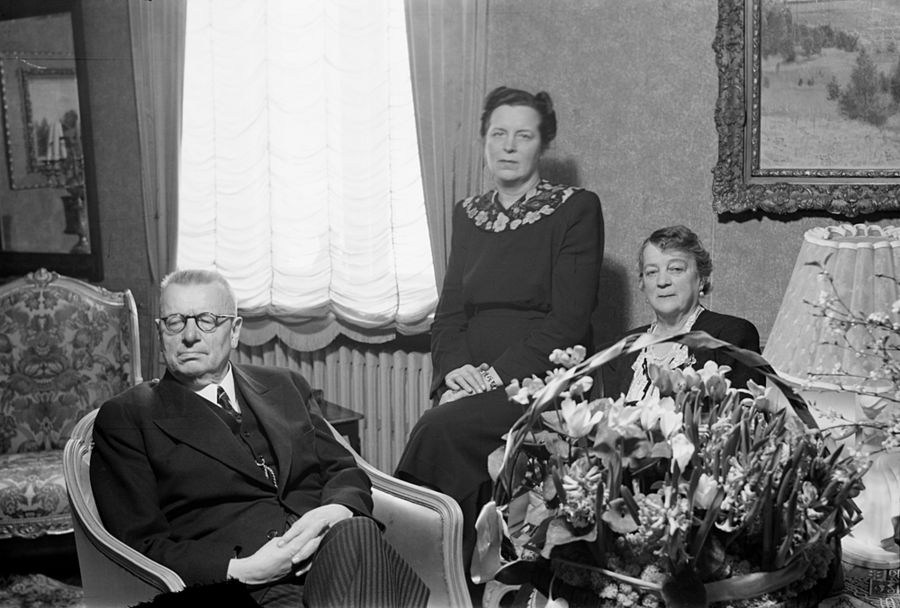
Juho Kusti Paasikivi med dottern Annikki och makan Alli.

Allina (Alli) Amanda Paasikivi, född 19 december 1879 i Kärkölä, död 13 juni 1960 i Helsingfors, var en finländsk presidenthustru. 
Paasikivi var 1900–1904 skådespelare vid Finlands nationalteater och 1904–1934 banktjänsteman vid Kansallis-Osake-Pankki, där hon lärde känna sin blivande man Juho Kusti Paasikivi, som hon gifte sig med 1934. Sedan maken blivit president 1946 tog hon sig an representationsuppgifterna med förtjusning och uppfattades ofta som en medlare mellan den temperamentsfulle presidenten och landets politiker. Hon ägnade sig åt barnskyddsarbete och var med om att grunda bland annat stiftelsen Barnens dag och Alli Paasikivi-stiftelsen.

## Utmärkelser
- Finlands Olympiska förtjänstkors av 1 klass,  2 december 1952[1]
- Hederstecknet för mänsklig barmhärtighet[2]

[Redigera Wikidata]